# Błażejewo (wieś w powiecie poznańskim)
Błażejewo (Błażejewo pod Bninem) – wieś w Polsce położona w województwie wielkopolskim, w powiecie poznańskim, w gminie Kórnik na zachodnim brzegu Jeziora Bnińskiego, 5 km na południe od Kórnika.
W latach 1975–1998 miejscowość należała administracyjnie do województwa poznańskiego.

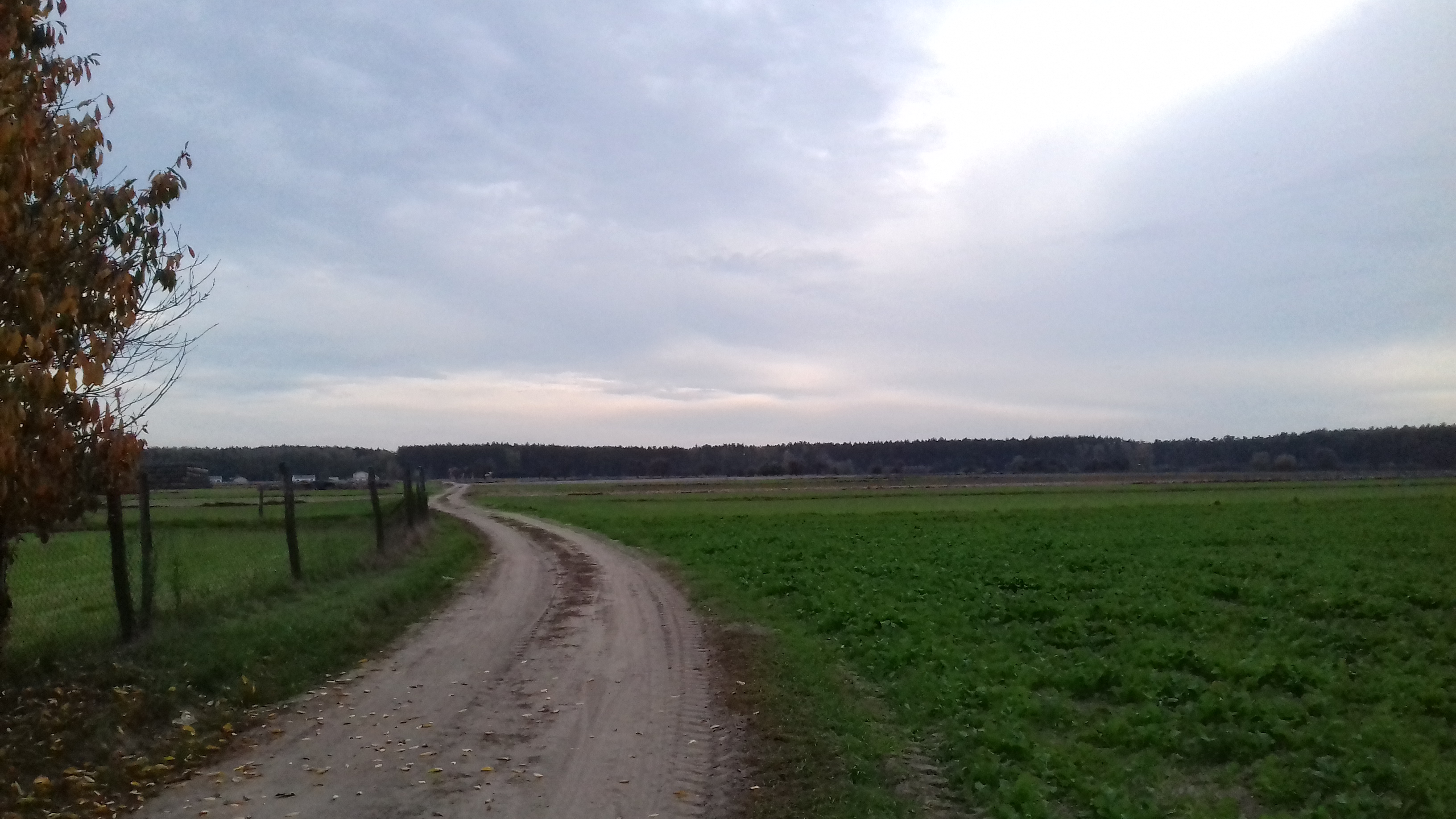
Gruntowa droga na obrzeżach Błażejewa, którą prowadzony jest pieszy szlak nr 186 (czerwony).

Pierwszy raz wieś zaistniała w dokumentach pisanych w 1339 roku, dotyczyły one Mikołaja z Błażejewa herbu Grzymała, sędziego ziemskiego poznańskiego. Od 1513 roku wieś podlegała pod parafię Bnińską. W XIV i XV wieku wieś należała do rodu Błażejewskich, następnie od 1459 roku do rodu Górskich herbu Łodzia, z kolei od 1578 roku do Jana Bnińskiego, a na początku XVII wieku wsią władał ród Działyńskich. Większość powierzchni Błażejewa to użytki rolne oraz lasy. Niedaleko wsi przebiega  Szlak turystyczny Osowa Góra - Sulęcinek - odcinek z Zaniemyśla do Bnina.